# Võ Du Kỵ
Võ Du Kỵ (Chữ Hán: 武攸暨; 663—712), là một thân vương nhà Võ Chu, quan nhà Đường trong lịch sử Trung Quốc.

## Thân thế
Võ Du Kỵ người huyện Văn Thủy, Tịnh Châu, là cháu trai của Võ Sĩ Nhượng. Sĩ Nhượng là anh của Võ Sĩ Hoạch và là bác của Võ Tắc Thiên. Võ Sĩ Nhượng về sau được phong làm Sở vương.

## Thời Võ Chu
Năm 690, Võ Tắc Thiên phế bỏ nhà Đường lên ngôi hoàng đế, đặt niên hiệu là Thiên Thụ, quốc hiệu Chu (tức triều Võ Chu). Võ Du Kỵ được phong tước Thiên Thừa quận vương, phong thực ấp 300 hộ. Anh của Du Kỵ là Võ Du Ninh là phò mã nhà Đường được phong Kiến Xương quận vương. Võ Du Kỵ ban đầu giữ chức Hữu vệ Trung Lang tướng.
Võ Tắc Thiên lấy Du Kỵ làm phò mã cho công chúa Thái Bình. Do Võ Du Kỵ đã có vợ nên Võ Tắc Thiên đã buộc vợ của Du Kỵ phải tự sát. Võ Du Kỵ sau khi lấy công chúa, được phong Phò mã Đô úy, Hữu Vệ tướng quân, tiến phong Định vương, tăng thêm 300 hộ thực ấp. Sau cải phong An Định quận vương, Tư lễ khanh, Tả Tán kỵ Thường thị, gia phong Đặc tiến.
Năm 699, Võ Tắc Thiên đưa Lý Hiển lên làm Thái tử, đổi sang họ Võ, tức Võ Hiển. Do lo sợ hai nhà Lý, Võ sẽ không dung nhau, Võ Tắc Thiên hạ lệnh bắt Võ Hiển, Võ Đán, công chúa Thái Bình và phò mã Võ Du Kỵ phải thề độc rằng không làm hại họ Võ. Vào thời niên hiệu Thần Long (705-709), Võ Du Kỵ được thăng chức Tư đồ, phục tước Định vương, gia phong 1.000 hộ, tuy nhiên Du Kỵ biết các thế lực cựu thần nhà Đường chuẩn bị chính biến nên từ chối.

## Thời Đường
Năm 705, Võ Tắc Thiên bị bệnh nặng. Các tướng Trương Giản Chi, Thôi Huyền Vĩ, Hoàn Ngạn Phạm, Viên Thứ Kỷ, Lý Đa Tộ và Kính Huy phát động chính biến, đưa Thái tử Võ Hiển lên ngôi vua, tức Đường Trung Tông, lấy lại họ Lý, lập lại nhà Đường. Võ Tắc Thiên được tôn làm Thái thượng hoàng và bị giam lỏng, sau đó thì qua đời.
Trước tình hình trên, Võ Du Kỵ xin giáng tước xuống Nhạc Thọ quận vương, được Đường Trung Tông phong Hữu Tán kỵ Thường thị, Khai Phủ Nghi Đồng Tam ti. Sau khi các hoàng thất Võ Chu là bọn Võ Diên Tú bị tru sát, Võ Du Kỵ bị giáng tước xuống Sở quốc công.
Võ Du Kỵ tính trầm ổn, cẩn thận và hòa hậu, vốn không làm gì ngỗ ngược, về cuối đời chuyên tâm chăm lo gia đình. Năm 712, Võ Du Kỵ chết, Đường Duệ Tông truy tặng chức Thái úy, Tịnh Châu đại đô đốc, tước Định vương. Năm 713, công chúa Thái Bình làm chính biến thất bại, bị giết, mộ Du Kỵ bị san bằng.